# Villa Bossi

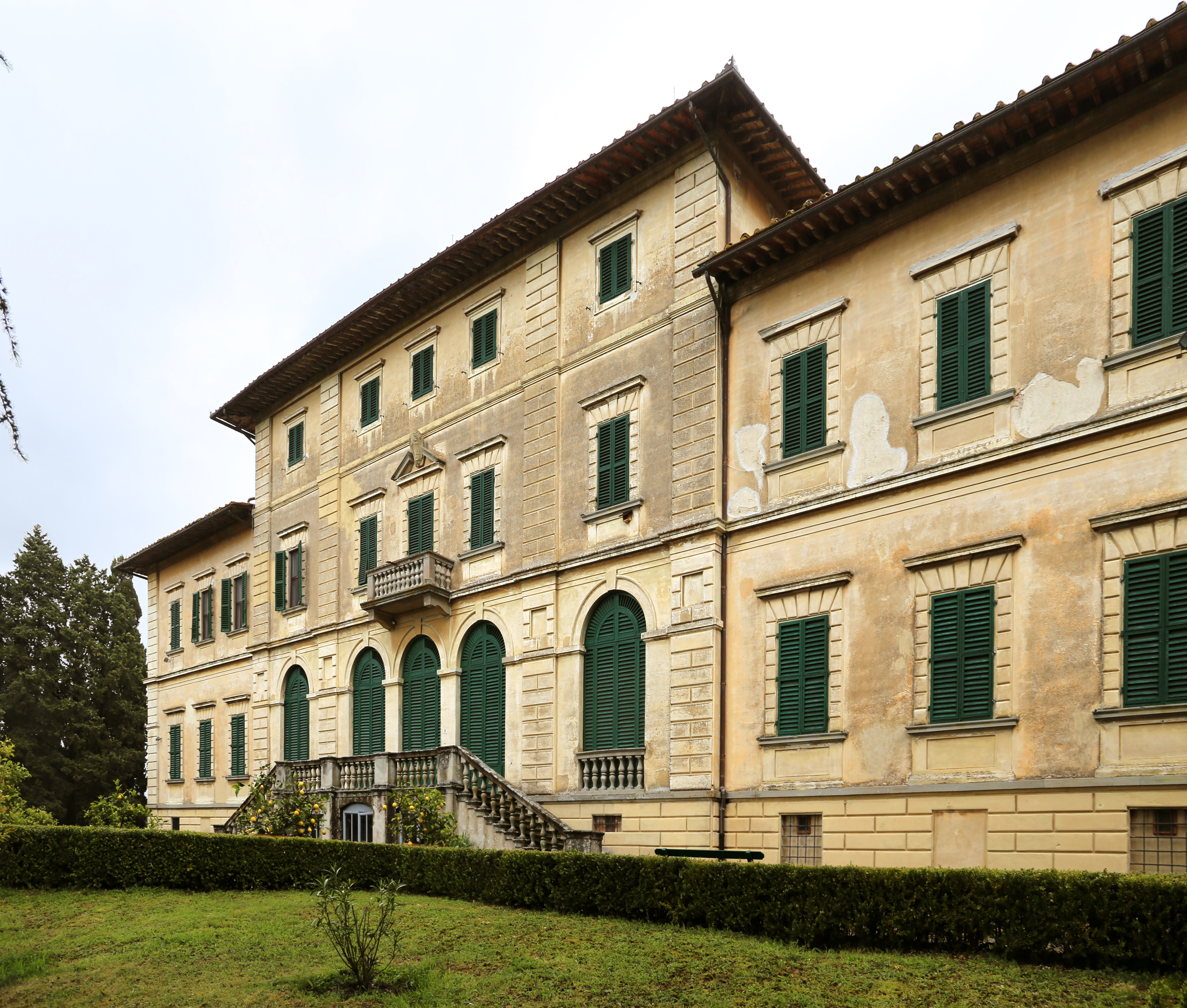
Villa Bossi

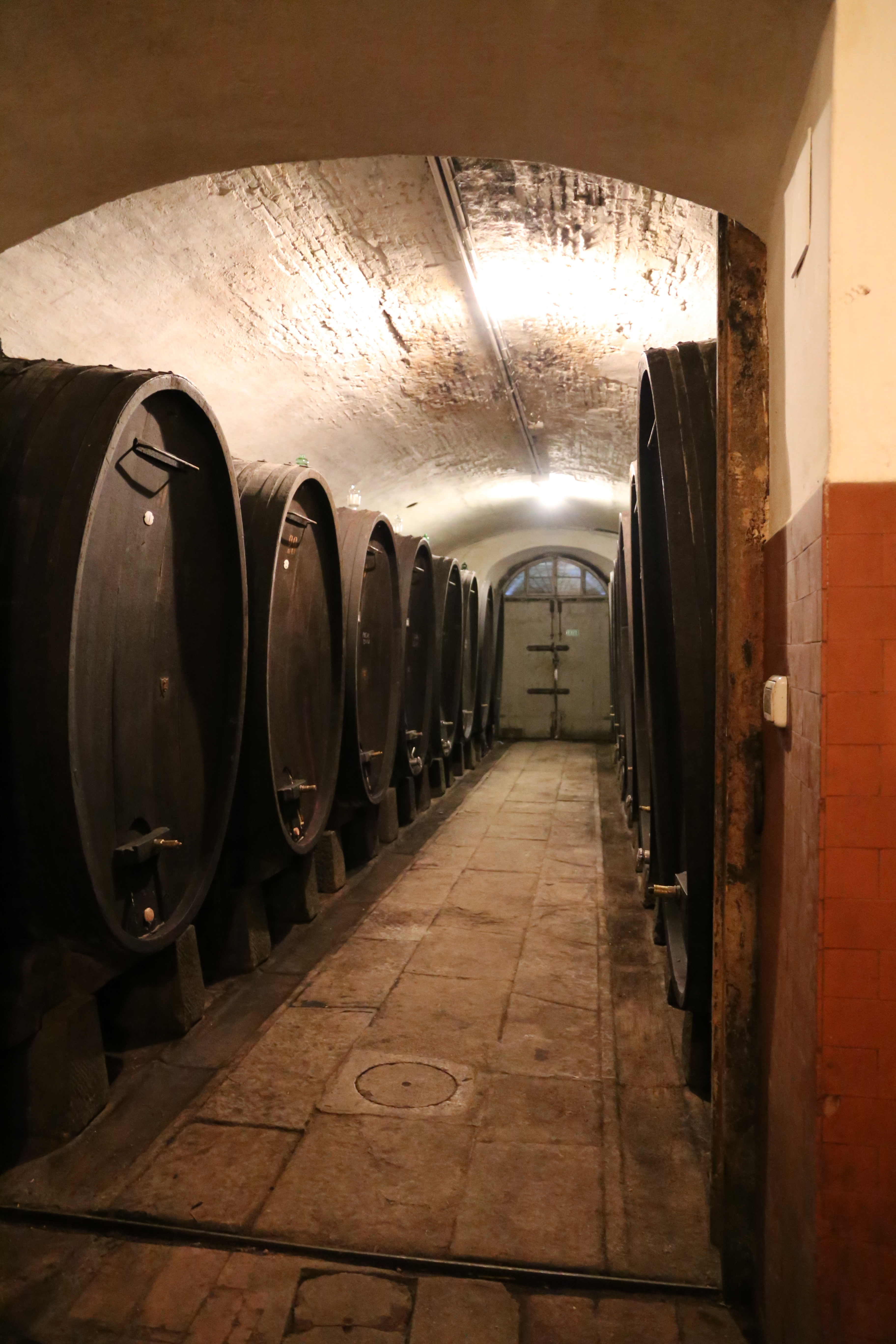
Le cantine

Villa Bossi è un edificio storico di Pontassieve, situato in via dello Stracchino 32.

## Storia e descrizione
Le preesistenze dell'attuale villa risalgono al medioevo, e dipendevano originariamente dai Da Quona, vassalli dei conti Guidi, il cui castello fu distrutto nel 1143 dai Fiorentini. Nel Quattrocento dovette essere costruita una casa "da signore" al centro di ampi poderi, che nel catasto fiorentino del 1427 apparteneva a Bartolomeo di Andrea di Domenico «forzerinaio». Nel 1546 è ricordata in una divisione di beni tra due fratelli della famiglia Tolomei. Nel 1587 vi risiedeva Costanza di Daniello degli Alberti, vedova Tolomei, e nel 1592, probabilmente alla sua morte, fu riscattata dai debitori di suo figlio, che la vendettero a Bartolomeo di Bernardo Gondi, la cui famiglia la possiede ininterrottamente fino ai giorni nostri. Nel documento di cessione la villa è ricordata con «prato, cappella e otto poderi annessi», e Bartolomeo vi aggiunse anche un podere limitrofo di sua proprietà dal 1516. Fin da allora fu stabilito un fidecommesso in favore dei discendenti maschi della famiglia, purché residenti a Firenze. 
Nella seconda metà del Settecento, Niccolò Antonino Gondi fece ricostruire la villa, ampliandola e dotandola di nuove, ricche decorazioni, che interessarono anche la cappella, trasformata in un vero e proprio oratorio con tre altari, organo, sagrestia e coretti dai quali la famiglia poteva assistere alle funzioni separati dai loro lavoratori. Un coretto era destinato ai domestici della villa. La cappella è servita anche come luogo di sepoltura di tutti i Gondi che possedettero direttamente la villa. 
Nel 1878-1884 la villa venne nuovamente ristrutturata, trasformando il cortile interno in salone, aggiungendo un piano per la servitù e la guardaroba, ingrandendo le cantine, e ridisegnando il parco con cedri del Libano, lecci e un giardino all'italiana di fronte alla facciata. Tali modifiche vennero volute per la giovane vedova francese di Francesco Gondi, Maria de la Bruierre, che non amando la vita in città spesso abitò qui. 
Oggi la villa, ancora abitata e coltivata per la famiglia Gondi, è al centro di una tenuta di 315 ettari, comprendente vigneti, uliveti, boschi e campi di cereali.